# Chad Lowe
Chad Lowe, pseudonimo di Charles Adrian Lowe (Dayton, 15 gennaio 1968), è un attore, sceneggiatore e regista statunitense.

## Carriera
Dal 1991 al 1993 ha preso parte alla serie tv Una famiglia come tante con Kellie Martin, sempre per la televisione ha preso parte ad alcuni episodi di L'incredibile Michael, Melrose Place, Popular, E.R. - Medici in prima linea e 24.
Ha recitato in film come Lolita - I peccati di Hollywood e L'amore infedele - Unfaithful, nel 2000 debutta alla regia, dirigendo due cortometraggi The Audition e The Space Between e un episodio della terza stagione di Bones.
Ha recitato in Pretty Little Liars nel ruolo di Byron Montgomery (padre di Aria Montgomery)
Ha recitato in Supergirl.
Nel maggio del 2021 dirige un episodio della serie 9-1-1: Lone Star, nella quale recita suo fratello (Rob Lowe). L'episodio, inoltre, è stato scritto da suo nipote, John Owen Lowe.

## Vita privata
È il fratello minore di Rob Lowe. È stato sposato dal 1997 al 2006 con l'attrice due volte Premio Oscar Hilary Swank. Il 28 agosto 2010 ha sposato la produttrice Kim Painter, da cui ha avuto una figlia, Mabel, nata il 16 maggio 2009. Il 15 novembre 2012 hanno avuto un'altra figlia, Fiona Hepler. Il 18 marzo 2016 la famiglia si è allargata con la nascita della terza figlia, Nixie Barbara.

## Filmografia

### Cinema
- Oxford Blues (1984)
- Silence of the Heart (1984)
- True Blood, regia di Frank Kerr (1989)
- In amore nessuno è perfetto (1990)
- Autostrada per l'inferno (1992)
- Lolita - I peccati di Hollywood (1997)
- L'amore infedele - Unfaithful (2002)

### Televisione
- Una famiglia come le altre (Life Goes On) - serie TV (1991-1993)
- La saga dei McGregor (Snowy River: The McGregor Saga) - serie TV, 2 episodi (1995)
- Melrose Place - serie TV, 8 episodi (1996-1997)
- Superman: The Animated Series - serie TV, 1 episodio (1998)
- Popular - serie TV, 4 episodi (1999)
- L'incredibile Michael (Now and Again) - serie TV, 4 episodi (1999-2000)
- Law & Order - Unità vittime speciali (Law & Order: Special Victims Unit) - serie TV, episodio 2x20 (2001)
- Night Visions - serie TV, 1 episodio (2001)
- Star Trek: Enterprise - serie TV (2001)
- CSI: Miami - serie TV, 1 episodio (2003)
- Senza traccia (Without a Trace) - serie TV, 1 episodio (2004)
- E.R. - Medici in prima linea (ER) - serie TV, 4 episodi (1997-2005)
- Medium - serie TV, 1 episodio
- 24 - serie TV, 8 episodi (2007)
- Bones - serie TV, episodio 4x18 (2007)
- Ghost Whisperer - Presenze - serie TV, 1 episodio (2009)
- Drop Dead Diva - serie TV, episodio 2x02 (2010)
- Pretty Little Liars - serie TV (2010-2017)
- Rizzoli & Isles - serie TV, episodio 6x14 (2016)
- Supergirl - serie TV, 10 episodi (2017-2018)
- 9-1-1: Lone Star - serie TV (2023)

### Cortometraggi
- The Audition (2000) - cortometraggio
- The Space Between (2002) - cortometraggio

## Doppiatori italiani
Nelle versioni in italiano delle opere in cui ha recitato, Chad Lowe è stato doppiato da:
- Francesco Bulckaen in L'amore infedele - Unfaithful, 24, Pretty Little Liars
- Francesco Pezzulli in E.R. - Medici in prima linea, Una famiglia come tante
- Riccardo Rossi in In amore nessuno è perfetto, Le indagini di Hailey Dean - Rivelazioni mortali
- Alessio Cigliano in Ghost Whisperer - Presenze
- Andrea Ward in Autostrada per l'inferno
- Fabrizio Picconi in Bones
- Fabrizio Pucci in Senza traccia
- Patrizio Prata in Un nipote speciale
- Roberto Certomà in Lolita - I peccati di Hollywood
- Sandro Acerbo in CSI: Miami
- Alessandro Budroni in Supergirl
- Giorgio Locuratolo in 9-1-1: Lone Star